# 太和城隍庙
太和城隍庙位于安徽省阜阳市太和县黉学街。始建于元代，元至治元年（1321年）重修，明嘉靖年间重修，清道光、光绪年间先后修茸。1941年被日军焚毁，现已无存。太和城隍庙坐北向南，东与孔庙毗邻，城隍庙的戏楼两侧砖雕尤为精致。